# Tyrone Giordano
Tyrone Giordano (Hartford, 18 aprile 1976) è un attore statunitense, membro della comunità sorda.

## Biografia
È un attore sordo, che inizia a recitare nel 1999. Era un membro della Montgomery Blair High School e della Gallaudet University. Ha vinto diversi premi.
Tra i suoi film è conosciuto per aver interpretato Thad Stone, un uomo sordo e omosessuale nel film La neve nel cuore nel 2005.

## Filmografia parziale

### Cinema
- Sballati d'amore - A Lot Like Love (A Lot Like Love), regia di Nigel Cole (2005)
- La neve nel cuore (The Family Stone), regia di Thomas Bezucha (2005)
- Nella rete del serial killer (Untraceable), regia di Gregory Hoblit (2008)
- A proposito di Steve (All About Steve), regia di Phil Traill (2009)
- The Next Three Days, regia di Paul Haggis (2010)

### Televisione
- Out of Practice - Medici senza speranza (Out of Practice) – serie TV, episodio 1x19 (2006)
- Girlfriends – serie TV, episodio 8x04 (2007)
- A proposito di Brian (What About Brian) – serie TV, episodio 2x17 (2007)
- CSI - Scena del crimine (CSI: Crime Scene Investigation) – serie TV, episodio 11x13 (2011)
- Washington Black, regia di Wanuri Kahiu, Maurice Marable e Rob Seidenglanz – miniserie TV, puntate 6-7 (2025)